# Kalawit
Kalawit es un municipio de Cuarta Clase de la provincia en Zamboanga del Norte, Filipinas. De acuerdo con el censo del 2000, tiene una población de 21,372 en 4,077 hogares. 

## Barangayes
Kalawit está políticamente subdividido en 14 barangayes.
- Batayan
- Botong
- Concepción
- Daniel Maing (Dominolog)
- Fátima (Lacsutan)
- Gatas
- Kalawit (Pob.)
- Marcelo
- Nuevo Calamba
- Palalian
- Paraíso
- Pianon
- San José
- Tugop